# 小行星23861
小行星23861（23861 Benjaminsong）是一颗绕太阳运转的小行星，为主小行星带小行星。该小行星于1998年9月19日发现。

## 轨道参数
小行星23861的轨道半长轴为429 374 096 km，2.8701477 UA，离心率为0.011。